# Mam tu swój dom
Mam tu swój dom – polski czarno-biały film obyczajowy z 1963 roku, w reżyserii Juliana Dziedziny.

## Opis fabuły
Młody mężczyzna, Kuba, powraca właśnie z wojska. W domu zostaje obraz nędzy i rozpaczy: ojciec jest ciężko chory, a matka związała się uczuciowo z mężczyzną, który ją wykorzystuje i zamierza przejąć gospodarstwo na własność. Młodzian po śmierci ojca pilnuje gospodarstwa, lecz jego dziewczyna od niego odchodzi - nie może znieść atmosfery zawiści i niechęci.

## Obsada aktorska[1]
- Janusz Strachocki − Fornalczyk
- Zofia Rysiówna − Fornalczykowa
- Zbigniew Dobrzyński − Kuba, syn Fornalczyków
- Marian Lupa − Daracz
- Jadwiga Andrzejewska − Daraczowa
- Barbara Klimkiewicz − Kasia
- Wiktor Grotowicz − Paweł
- Adam Kwiatkowski − sierżant MO
- Ryszard Pietruski − Kasprzyk